# Рейнальд Педрос
Рейнальд Педрос (фр. Reynald Pedros, нар. 10 жовтня 1971, Орлеан) — французький футболіст, що грав на позиції півзахисника. По завершенні ігрової кар'єри — тренер.
Виступав, зокрема, за клуб «Нант», а також національну збірну Франції.
Чемпіон Франції у складі «Нанта». 

## Клубна кар'єра
У футболі дебютував 1986 року виступами за команду «Нант», в якій провів десять сезонів, взявши участь у 152 матчах чемпіонату.  За цей час виборов титул чемпіона Франції.
Згодом з 1996 по 2007 рік грав у складі команд «Марсель», «Парма», «Наполі», «Ліон», «Парма», «Монпельє», «Тулуза», «Бастія», SNID та «Ла-Боль».
Завершив ігрову кар'єру у команді «Больм», за яку виступав протягом 2007—2008 років.

## Виступи за збірні
1993 року залучався до складу молодіжної збірної Франції. На молодіжному рівні зіграв в одному офіційному матчі, забив 1 гол.
1993 року дебютував в офіційних матчах у складі національної збірної Франції.
У складі збірної був учасником чемпіонату Європи 1996 року в Англії, де провів більшу частину змагань на лаві запасних. Під час півфінальної серії пенальти проти Чехії був єдиним гравцем, який промахнувся по воротах, у результаті чого збірна Франції вилетіла. Після цього повернувся до збірної Франції в серпні в матчі проти Мексики. Тоді він був предметом освистування паризької публіки через його промах з пенальті під час Євро-96.
Загалом протягом кар'єри в національній команді, яка тривала 4 роки, провів у її формі 25 матчів, забивши 4 голи.

## Кар'єра тренера
Розпочав тренерську кар'єру відразу ж по завершенні кар'єри гравця, 2008 року, очоливши тренерський штаб клубу «Сен-Жан-де-ла-Рюель».
Протягом тренерської кар'єри також очолював команду «Сен-Приве Сен-Ілер», а також входив до тренерського штабу клубу «Ліон».
З 2017 по 2019 роки очолював жіночий клуб «Ліон», за цей час отримав два титули чемпіона Франції в 2018 і 2019 роках, а також здобув Лігу чемпіонів у 2018 та 2019 роках.
У листопаді 2020 року став тренером жіночої збірної Марокко.
| Дата       | Місто             | Господарі   | Результат               | Гості       | Турнір                | Голи | Примітки |
| ---------- | ----------------- | ----------- | ----------------------- | ----------- | --------------------- | ---- | -------- |
| 28-7-1993  | Канни             | Франція     | 3 – 1                   | Росія       | товариський матч      | -    | 85'      |
| 22-8-1993  | Стокгольм         | Швеція      | 1 – 1                   | Франція     | Відбір до ЧС 1994     | -    | 80'      |
| 8-9-1993   | Темпера           | Фінляндія   | 0 – 2                   | Франція     | Відбір до ЧС 1994     | -    | 72'      |
| 17-11-1993 | Париж             | Франція     | 1 – 2                   | Болгарія    | Відбір до ЧС 1994     | -    |          |
| 26-5-1994  | Кобе              | Австралія   | 0 – 1                   | Франція     | товариський матч      | -    | 74'      |
| 7-9-1994   | Братислава        | Словаччина  | 0 – 0                   | Франція     | Відбір до ЧЄ 1996     | -    | 63'      |
| 8-10-1994  | Сент-Етьєн        | Франція     | 0 – 0                   | Румунія     | Відбір до ЧЄ 1996     | -    |          |
| 16-11-1994 | Забже             | Польща      | 0 – 0                   | Франція     | Відбір до ЧЄ 1996     | -    | 27'      |
| 13-12-1994 | Трабзон           | Азербайджан | 0 – 2                   | Франція     | Відбір до ЧЄ 1996     | -    | 76'      |
| 18-1-1995  | Утрехт            | Нідерланди  | 0 – 1                   | Франція     | товариський матч      | -    |          |
| 29-3-1995  | Рамат-Ган         | Ізраїль     | 0 – 0                   | Франція     | Відбір до ЧЄ 1996     | -    |          |
| 22-7-1995  | Осло              | Норвегія    | 0 – 0                   | Франція     | товариський матч      | -    |          |
| 16-8-1995  | Париж             | Франція     | 1 – 1                   | Польща      | Відбір до ЧЄ 1996     | -    | 64'      |
| 6-9-1995   | Осер              | Франція     | 10 – 0                  | Азербайджан | Відбір до ЧЄ 1996     | 1    | 66'      |
| 24-1-1996  | Париж             | Франція     | 3 – 2                   | Португалія  | товариський матч      | 1    | 46'      |
| 21-2-1996  | Нім               | Франція     | 3 – 1                   | Греція      | товариський матч      | -    |          |
| 27-3-1996  | Брюссель          | Бельгія     | 0 – 2                   | Франція     | товариський матч      | -    | 72'      |
| 29-5-1996  | Страсбург         | Франція     | 2 – 1                   | Фінляндія   | товариський матч      | 1    |          |
| 1-6-1996   | Штутгарт          | Німеччина   | 0 – 1                   | Франція     | товариський матч      | -    | 72'      |
| 18-6-1996  | Ньюкасл-апон-Тайн | Болгарія    | 1 – 3                   | Франція     | ЧЄ 1996 - 1-й етап    | -    | 62'      |
| 22-6-1996  | Ліверпуль         | Франція     | 0 – 0 д.ч. (5 – 4 п.п.) | Нідерланди  | ЧЄ 1996 - чвертьфінал | -    | 80'      |
| 26-6-1996  | Манчестер         | Чехія       | 0 – 0 д.ч. (6 – 5 п.п.) | Франція     | ЧЄ 1996 - півфінал    | -    | 60'      |
| 31-8-1996  | Париж             | Франція     | 2 – 0                   | Мексика     | товариський матч      | -    | 46'      |
| 9-10-1996  | Париж             | Франція     | 4 – 0                   | Туреччина   | товариський матч      | 1    | 66'      |
| 9-11-1996  | Копенгаген        | Данія       | 1 – 0                   | Франція     | товариський матч      | -    | 46'      |
| Усього     |                   | Матчів      | 25                      |             | Голів                 | 4    |          |

## Титули і досягнення

### Як гравця
- Чемпіон Франції (1):

«Нант»: 1994-1995

### Як тренера
- Чемпіон Франції серед жінок (2):

«Ліон»: 2017-2018, 2018-2019
- Володар Кубка Франції серед жінок (1):

«Ліон»: 2018-2019
- Переможець Ліги чемпіонів УЄФА серед жінок (2):

«Ліон»: 2017-2018, 2018-2019

### Особисті
- Найкращий тренер жіночих команд світу (1): 2018